# 帕爾卡蘇區
帕爾卡蘇區（西班牙語：Distrito de Palcazú），是秘魯的一個區，位於該國中部帕斯科大區的奧克薩潘帕省，始建於1986年6月6日，面積2,886.09平方公里，海拔高度275米，2005年人口8,887，人口密度每平方公里3.1人。